# Hans-Joachim Buddecke
Hans-Joachim Buddecke (22 août 1890 - 10 mars 1918) est un as de l'aviation allemand de la Première Guerre mondiale, crédité de treize victoires. Il fut le troisième as, après Max Immelmann et Oswald Boelcke, à recevoir la croix Pour le Mérite. Il a combattu sur trois théâtres pendant la Première Guerre mondiale : la Bulgarie, la Turquie et le front occidental mais s'est particulièrement distingué à Gallipoli, ce qui lui a valu le surnom d'El-Schahin, « le faucon ».

## Biographie

### Jeunesse
Hans-Joachim Buddecke naît à Berlin en 1890 alors que son père, lieutenant hessois, suit une formation à l'Académie de guerre de Prusse. Il suit les traces de son père en entrant dans l'armée dès 1904, où il débute comme cadet. En 1910, Buddecke est promu  Leutnant dans le 115e régiment d'infanterie (de). Il quitte cependant l'armée en 1913, lassé par le peu de temps dont il dispose pour sa vie sociale et pour assouvir sa nouvelle passion : l'aviation. La même année, il déménage aux États-Unis pour commencer une nouvelle vie, et vole pendant un certain temps à partir du premier aérodrome de Cicero, dans la banlieue de Chicago. Il gagne alors sa vie en travaillant dans une usine de voitures appartenant à son oncle, à Indianapolis. 
Grâce à ce travail, Buddecke parvient à économiser suffisamment pour s'acheter un monoplan Nieuport le 20 mai 1914. Il songe également à créer une entreprise aéronautique lorsque la guerre éclate. Buddecke décide de retourner en Allemagne. Pour cela, il voyage sous un faux nom (Morize Adolph) sur le paquebot grec Athene via Palerme, afin de se porter volontaire dans l'aviation allemande.

### Première Guerre mondiale
Buddecke est envoyé sur le front de l'Ouest dès septembre 1914. Il vole d'abord en tant qu'observateur, mais il devient bientôt l'un des premiers pilotes de chasse de l'aviation allemande en étant transféré au Feldflieger Abteilung 23 (FFA 23) en janvier 1915, grâce à l'entremise de Rudolf Berthold, que Buddecke rencontre au cours d'une formation. Son expérience d'avant-guerre sur les monoplans le conduit à piloter le premier des avions Fokker Eindecker livrés à l'unité. Buddecke et Berthold, aux commandes respectivement de l'Eindecker et d'un AEG G.II, forment une petite Kampfstaffel (équipe de combat) au sein de la FFA 23, pour intercepter les avions de reconnaissance britanniques. Buddecke remporte ses trois premières victoires au cours de ce genre de missions, entre septembre et novembre 1915,. Il tue notamment le 23 octobre 1915 le frère de Thomas Edward Lawrence. 

Hans-Joachim Buddecke quitte ensuite le front de l'Ouest pour intégrer une mission militaire allemande à destination de l'empire ottoman. Il combat lors de la bataille de Gallipoli, où il repousse avec succès les attaques aériennes du Royal Naval Air Service sur des cibles turques et remporte plusieurs victoires aériennes aux commandes de son Halberstadt D.II entre décembre 1915 et avril 1916. Le commandant en chef de l'armée ottomane, Enver Pacha, lui décerne personnellement la médaille Liakat. Le 14 avril 1916, il devient le troisième pilote à être décoré de la croix Pour le Mérite, la décoration allemande la plus prestigieuse. 

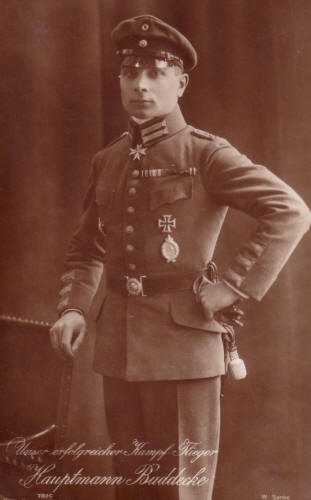
Carte postale Sanke de Hans-Joachim Buddecke en uniforme allemand.

Fin août 1916, Buddecke revient sur le front de l'Ouest pour prendre le commandement de la Jasta 4, nouvellement créée à partir de l'ancienne unité de Rudolf Berthold, dans laquelle Buddecke avait servi au début de la guerre. Il enregistre 3 victoires lors de son bref passage mais retourne en Turquie dès décembre. Il y reste pendant toute l'année 1917, lors de laquelle il n'obtient que deux victoires, le 30 mars.
Début 1918, Buddecke est de nouveau en France, où il sert dans la Jagdstaffel 30 (en) avant de passer à la 18. C'est Rudolf Berthold qui organise son transfert. Buddecke seconde en effet son ami, gravement blessé et cloué au sol, dans le commandement de son unité. Cependant, la nature du combat aérien sur le front de l'Ouest a changé en son absence, et Buddecke, victime de son inexpérience sur ce théâtre d'opération, est abattu le 10 mars 1918 non loin de Lens, seulement deux jours après sa prise de fonction.
Le 22 mars, il est enterré au cimetière des Invalides de Berlin. En 1918 (la date précise est inconnue), les mémoires de guerre de Buddecke sont publiées en allemand sous le titre El Schahin (der Jagdfalke) : aus meinem Fliegerleben (El Schahin (le faucon de chasse) : sur ma vie d'aviateur).